# День національної незалежності та дітей Туреччини
День національної незалежності та дітей (тур. Ulusal Egemenlik ve Çocuk Bayramı — турецьке державне свято, присвячене незалежності Туреччини та дітям усього світу.

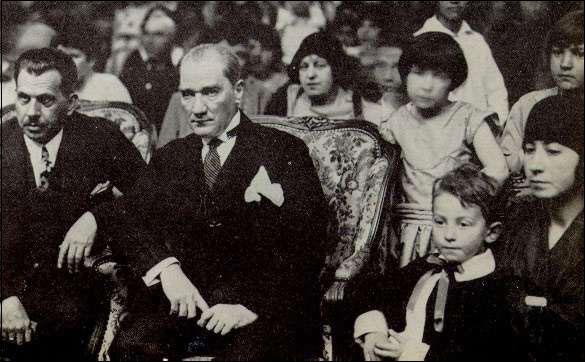
Мустафа Кемаль Ататюрк на Дні національного суверенітету

23 квітня 1920 року під час війни за незалежність Туреччини на зустрічі Великих національних зборів в Анкарі Мустафа Кемаль Ататюрк виступив з промовою, в якій оголосив про те, що діти всього світу — це майбутнє людства . Кемаль також закликав закласти основи нової, незалежної, світської і сучасної республіки, яка буде збудована на руїнах Османської імперії. Після того, як 9 вересня 1922 були розбиті сили Антанти і підписаний Лозаннський мир 24 липня 1923 року Ататюрк приступив до побудови нової Туреччини. За наступні 8 років він провів ряд реформ, спрямованих на очищення Туреччини від османського минулого. Ататюрк оголосив 23 квітня Днем суверенітету і присвятив його дітям Туреччини, довіривши їм захист незалежної країни.

## Святкування
Щорічно діти відзначають в Туреччині це свято: на стадіонах в містах проводяться заходи за участю шкіл. Діти замінюють офіційних державних службовців і високопоставлених в цей день: навіть президент Туреччини, прем'єр-міністр Туреччини, члени кабінету міністрів і губернатори поступаються на день свої місця дітям. Діти підписують укази та розпорядження в сфері освіти й охорони навколишнього середовища. Також в цей день діти замінюють депутатів Великих національних зборів та обговорюють питання у справах сім'ї та дітей .
За останні 20 років турецькі офіційні особи провели велику роботу по інтернаціоналізації свята, тому щорічно до Туреччини прибувають діти з різних країн, щоб взяти участь у культурних заходах. Діти проживають у турецьких будинках і знайомляться ближче зі своїми однолітками з Туреччини, також беруть участь в особливій сесії Великих національних зборів, вносячи свій внесок у становлення миру на Землі. Завдяки діяльності Туреччині 23 квітня був визнаний ЮНІСЕФ Міжнародним днем дітей.